# Pustelnik (Neder-Silezië)
Pustelnik (Duits: Einsiedel) is een dorp in de Poolse woiwodschap Neder-Silezië. De plaats maakt deel uit van de gemeente Marciszów.

## Galerij

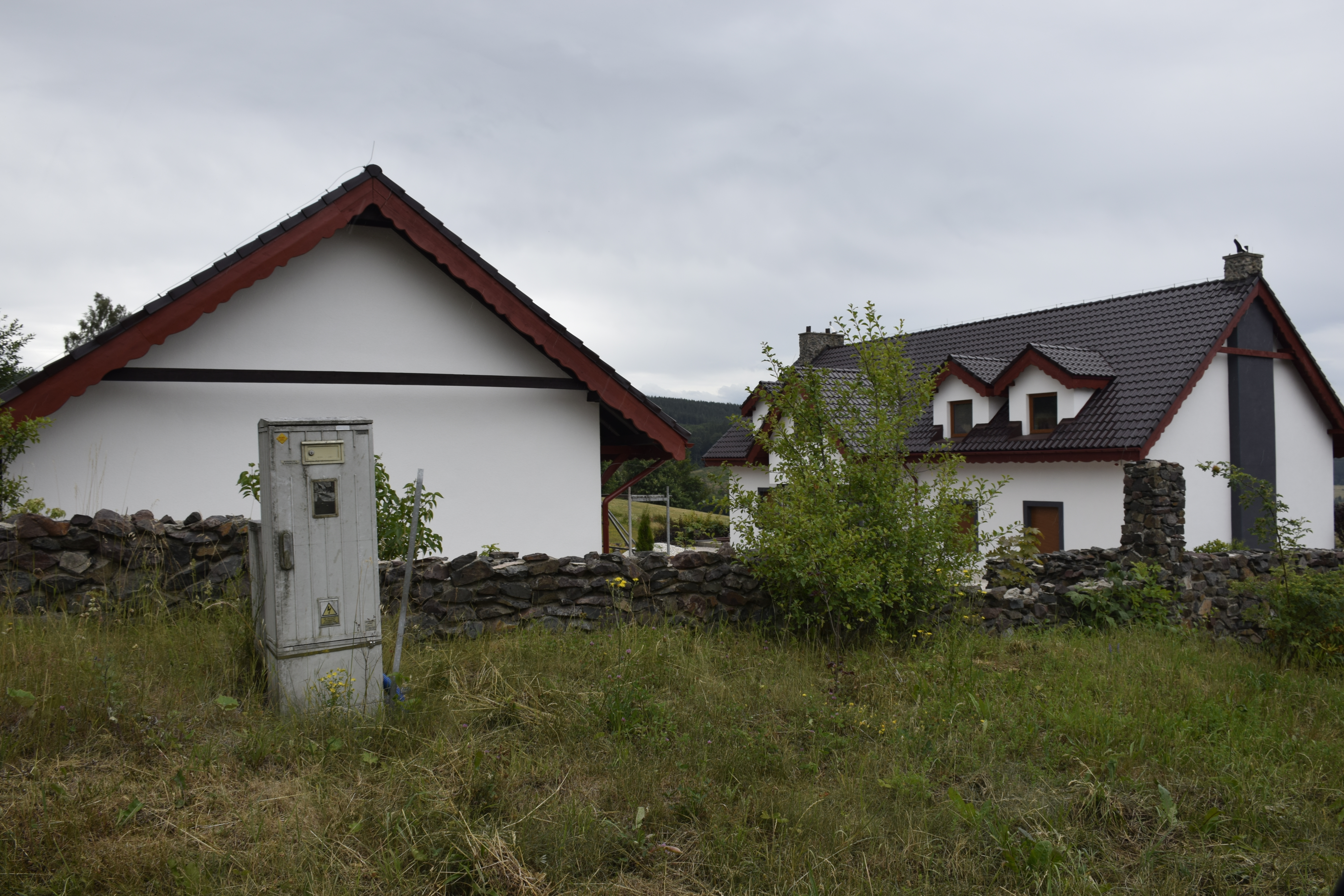
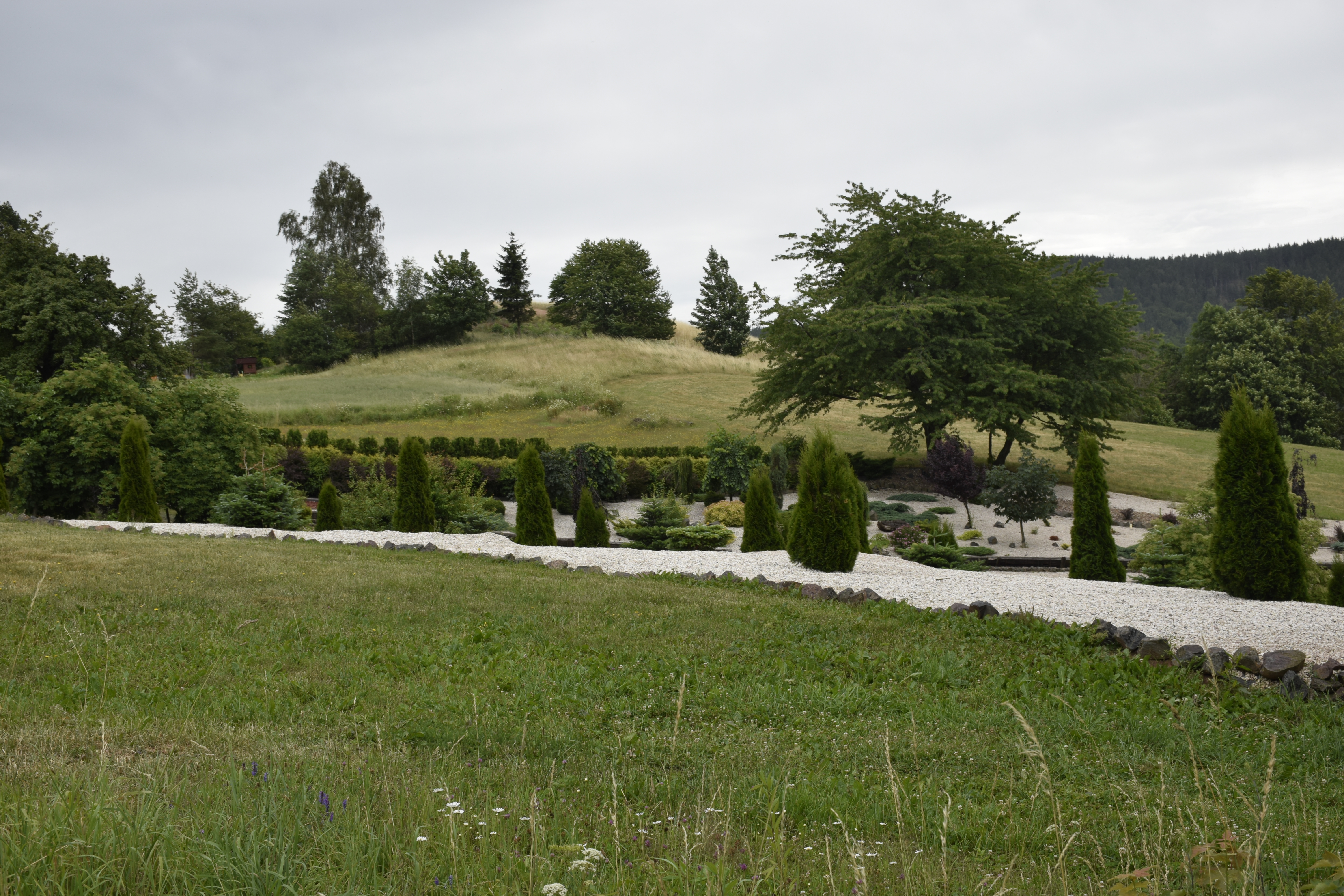
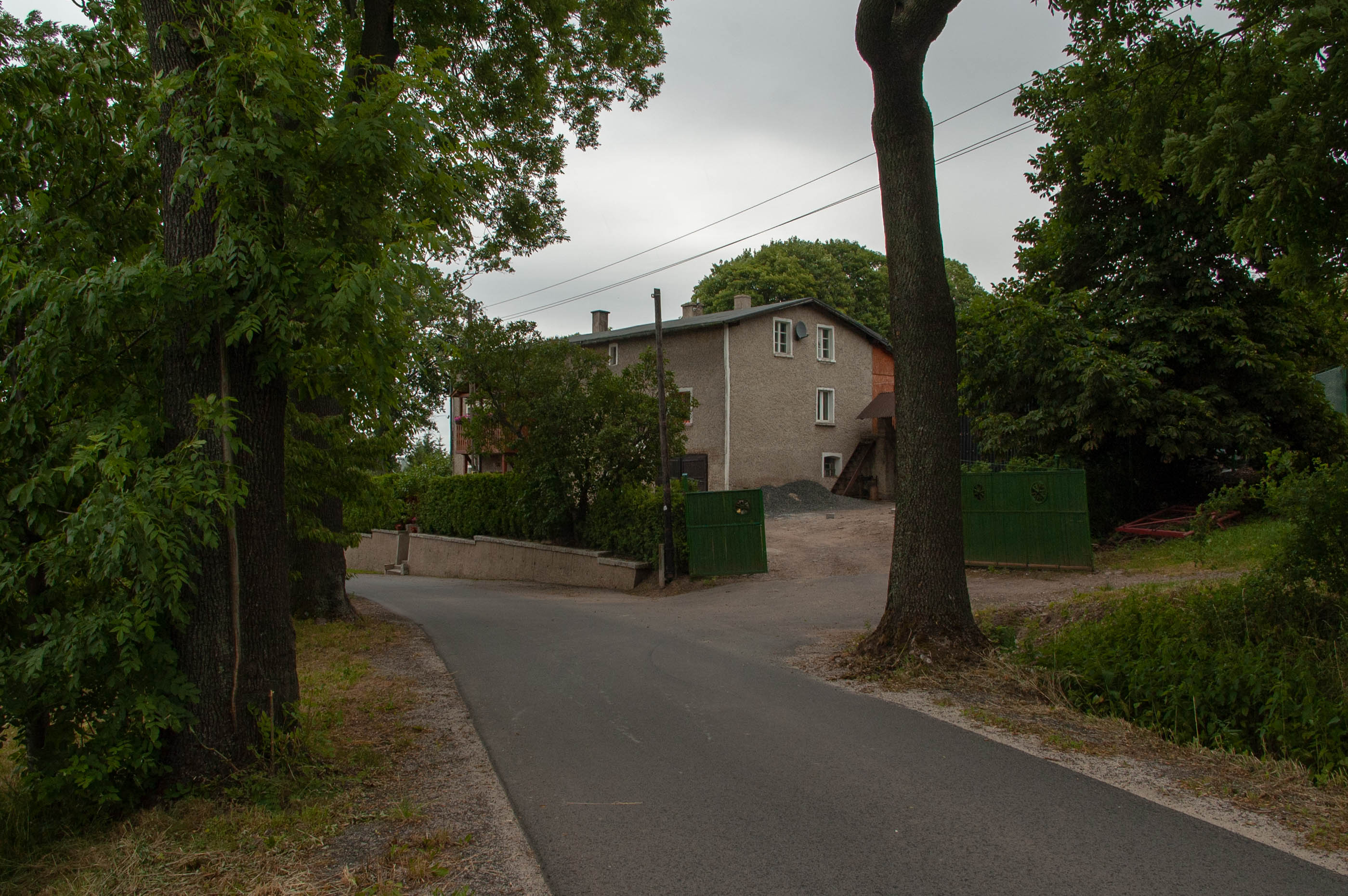